# 交叉耐药性

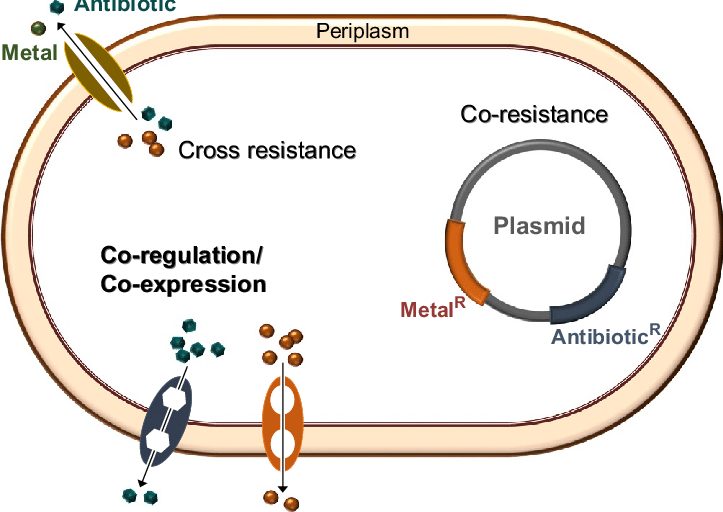

交叉耐药性（英语：Cross-resistance）也称交叉抗药性，是指某物对几种具有相似作用机制的物质产生耐药性的现象。例如，如果某种类型的细菌对一种抗生素产生耐药性，那么该细菌也会对针对相同蛋白质或使用相同途径进入细菌的其他几种抗生素产生耐药性。交叉耐药性的一个实际例子发生在萘啶酸和环丙沙星上，它们都是喹诺酮类抗生素。当细菌对环丙沙星产生耐药性时，它们也会对萘啶酸产生耐药性，因为这两种药物都会抑制拓扑异构酶（DNA复制中的关键酶）。由于交叉耐药性，噬菌体疗法等抗菌治疗很快就会失去对细菌的功效。这使得交叉耐药性成为设计进化疗法时的重要考虑因素。

## 定义
交叉耐药性的概念是，对一种物质产生耐药性，随后导致对一种或多种可以以类似方式抵抗的物质产生耐药性。当通过一种单一机制（如外排泵）对多种化合物产生抵抗力时，就会发生这种情况。这种机制可以将有毒物质的浓度保持在较低水平，并且可以对多种化合物产生相同的效果。增加这种机制对一种化合物的反应活性也会对其他化合物产生类似的影响。交叉耐药性的精确定义取决于专注领域。

### 害虫管理
在害虫管理中，交叉耐药性被定义为害虫种群对化学家族中的多种农药产生耐药性。与微生物的情况类似，这可能是由于共享结合目标位点而发生的。一个这样的例子发生在钙粘蛋白突变的情况下，可能导致棉铃虫对Cry1Aa和Cry1Ab产生交叉耐药。还存在多重耐药性，即对多种农药的抗性是通过不同的抗性机制而不是相同的机制产生的。

### 微生物
在另一种情况下，交叉耐药性被定义为由于之前接触过另一种药物而导致病毒对新药物产生耐药性。或者就微生物而言，由于单一分子机制而对多种不同的抗菌剂产生耐药性。

## 抗生素耐药性
交叉耐药性与广泛存在的抗生素耐药性问题有很大关系，这也是一个与临床相关的领域。细菌的多重耐药性持续增加。这部分是由于抗菌化合物在不同环境中的广泛使用。但抗生素耐药性可以通过多种方式产生。这不一定是接触抗菌化合物的结果。

### 结构相似性
化学性质相似的化合物之间会产生交叉耐药性，例如相似和不同类别的抗生素。也就是说，结构相似性是抗生素耐药性的弱预测因子，并且当在比较中忽略氨基糖苷类抗生素时，根本不能预测抗生素耐药性。

### 目标相似性
交叉耐药性通常是由于靶标的相似性而发生的。当抗微生物药物具有相同的靶标、以相似的方式引发细胞死亡或具有相似的进入途径时，就有可能出现这种情况。抗生素和消毒剂之间的交叉抗药性就是一个例子。接触某些消毒剂会导致编码能够维持低水平抗生素的外排泵的基因表达增加。因此，用于从细胞中清除消毒剂化合物的相同机制也可以用于从细胞中清除抗生素。另一个例子是抗生素和金属之间的交叉耐药性。如前所述，化合物不必在结构上相似才能导致交叉耐药性。当使用相同的机制从细胞中去除化合物时，也会发生这种情况。例如，在李斯特菌中，发现了一种可以输出金属和抗生素的多药物外排转运蛋白。实验证明，暴露于锌可以导致细菌对抗生素的耐药性增加。其他几项研究报告了对各种金属和抗生素的交叉耐药性。这些通过多种机制发挥作用，例如药物流出系统和二硫键形成系统。这可能意味着，不仅抗菌化合物的存在会导致抗生素耐药性的产生，而且环境因素（例如接触重金属）也会导致抗生素耐药性的产生。

## 附属敏感性
当产生多重耐药性导致细菌对其他药物产生敏感性时，就会出现附带敏感性。研究人员可以利用这些进展来对抗常用抗生素交叉耐药性造成的危害。对抗生素的敏感性增加意味着可以使用较低浓度的抗生素来实现足够的生长抑制。附带敏感性和抗生素耐药性作为一种权衡而存在，其中抗生素耐药性所带来的好处与附带敏感性带来的风险相平衡。